# Dogme et Rituel de la Haute Magie

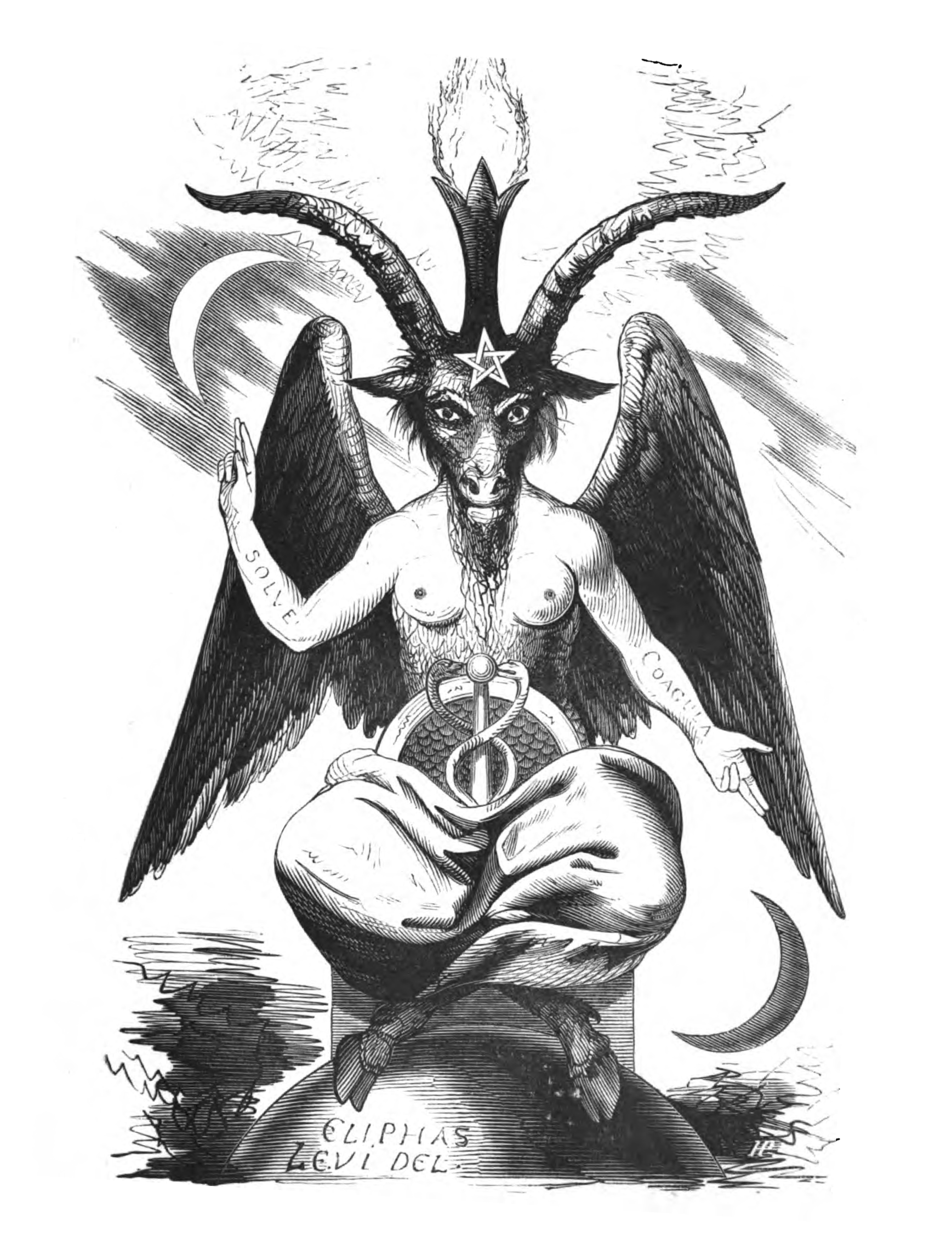
Baphomet, em Dogme et Rituel de la Haute Magie

Dogme et Rituel de la Haute Magie (Português: Dogma e Ritual da Alta Magia) é um livro de Éliphas Lévi, um tratado em ritual de magia publicado entre 1854 e 1856 em dois volumes: Dogma e Ritual.
Inclui uma tradução do Nuctemeron (ou Nuctameron), um trabalho supostamente escrito por Apolônio de Tiana.
Esse livro foi traduzido para o Inglês por Arthur Edward Waite como Transcendental Magic, its Doctrine and Ritual, de 1910 (Mágica Transcendental, sua Doutrina e Ritual). Waite acrescentou um prefácio biográfico sobre Lévi.